# Galactic Pinball
Galactic Pinball est un jeu vidéo de flipper sorti en 1995 sur Virtual Boy. Le jeu a été développé par Intelligent Systems et édité par Nintendo.

## Équipe de développement
- Producteur exécutif : Hiroshi Yamauchi
- General Manager : Gunpei Yokoi
- Director : Kenji Yamamoto
- Programmeur principal : Isamu Kubota
- Programmeur : Kenji Imai
- Composition sonore : Kenji Yamamoto, Masaru Tajima
- Assistants son : Minako Hamano
- Graphic Designers : Naotaka Ohnishi, Miki Uraki
- Assistant Designers : Masaki Fujita, Ryota Kawade
- Assistant : Ryuji Kuwaki
- Artwork : Masafumi Sakashita, Yusuke Nakano
- Remerciements : Daniel Owsen, Jim Wornell, Kayomi McDonald, Robin Krouse, Yoshio Sakamoto, Katsuya Yamano, Masami Ueda, Takehiro Izushi, Masao Yamamoto, Takahiro Harada, Keisuke Terasaki, Hiroya Kuriyama, Hiroki Nishizawa, Kaoru Kita